# (11326) Ladislavschmied
(11326) Ladislavschmied (1995 SL) – planetoida z pasa głównego asteroid okrążająca Słońce w ciągu 3,85 lat w średniej odległości 2,45 j.a. Odkryta 17 września 1995 roku.